# 216 (szám)
A 216 (kétszáztizenhat) 215 és a 217 között található természetes szám. Előállítható két prímszám összegeként, melyek ikerprím párt alkotnak:
107+109=216
A 216 a legkisebb olyan köbszám, amely előáll három köbszám összegeként:
{\displaystyle 216=3^{3}+4^{3}+5^{3}=6^{3}}
Tizenhatszögszám.
Erősen bővelkedő szám: osztóinak összege nagyobb, mint bármely nála kisebb pozitív egész szám osztóinak összege.
A 216 a tízes számrendszerben Harshad-szám.
Érinthetetlen szám: nem áll elő pozitív egész számok valódiosztóösszeg-függvényeként.

## A szám a kultúrában
Platón az Állam című dialógusában említ egy különleges számot, amelyet leggyakrabban 216-ként szokás interpretálni.

## Bibliográfia
- Wells, D. (1987). The Penguin Dictionary of Curious and Interesting Numbers (p. 144). London: Penguin Group.